# Konopný protein
Konopný protein je obsah bílkovin v konopných semenech. Protein v konopných semenech je tvořen dvěma globulárními typy proteinů, edestinem (60–80 %) a 2S albuminem, přičemž edestin je také bohatý na esenciální aminokyseliny. Konopný protein má skóre PDCAAS 0,61 (omezující aminokyselinou je lysin, stravitelnost 94,9 %) a biologickou hodnotu 87. Celkový podíl esenciálních aminokyselin v izolátu konopného proteinu je také významně vyšší než u izolátu sójového proteinu.
Ukázalo se také, že konopný protein snižuje oxidační stres u hypertenzních potkanů, spolu s účinky proti únavě u myší.